# SKETCH of HEART
『SKETCH of HEART』（スケッチ オブ ハート）は 1992年5月20日に発売された稲垣潤一12枚目のスタジオ・アルバム。

## 解説
シングル「あなたがすべて」、同日発売シングル「世界でたったひとりの君に」をそれぞれ収録。

## ボーナス・トラック
2002年再発売盤にはボーナス・トラックとして、1989年5月25日リリースのシングル「君は知らない」が収録。

## チャート成績
本作は1992年6月1日付のオリコンチャートにて最高位3位を獲得。
登場回数9回で売上枚数は18.4万枚となった。

## 収録曲
1. 世界でたったひとりの君に
作詞：渡辺なつみ　作曲：桑村達人　編曲：坂本洋
2. 夜汽車よ悲しみを乗せて
作詞：売野雅勇　作曲：ジョーイ・カーボーン　編曲：坂本洋
3. September Rain
作詞：石川あゆ子　作曲：TSUKASA　編曲：清水信之
4. Ms.Joanna
作詞：秋元康　作曲：岸正之　編曲：萩田光雄
シングル「世界でたったひとりの君に」カップリング。
5. LAST CHANCE
作詞：稲垣潤一　作曲：塩塚博　編曲：坂本洋
6. あなたがすべて
作詞：秋元康　作曲：松本俊明　編曲：萩田光雄
7. Pretend
作詞：売野雅勇　作曲：MAYUMI　編曲：萩田光雄
8. 君に言い尽くせないまま
作詞：松本一起　作曲：松本俊明　編曲：坂本洋
9. 終着駅
作詞：秋元康　作曲：松本俊明　編曲：萩田光雄
10. もうひとつの夏
作詞：渡辺なつみ　作曲：松本俊明　編曲：坂本洋
シングル「あなたがすべて」カップリング。
11. 君は知らない
作詞：秋元康　作曲：林哲司　編曲：坂本洋
※2002年の再発盤のみ収録

## 再発売変遷
2002年1月23日にはテイチクエンタテインメント（EXPRESSからファンハウスまでの15枚のアルバム同時リリース）から、2008年1月23日にはUSM JAPAN（EXPRESSからファンハウスまでのアルバム15枚と2000年テイチクより発売された『MY ONE』の計16枚同時リリース）から再発されている。